# Sibusiso Mashiloane
Sibusiso „Mash“ Mashiloane (* 26. Mai 1984 in Bethal) ist ein südafrikanischer Jazzmusiker (Piano, Komposition).

## Leben und Wirken
Mashiloane begann als Musiker in der Kirche. Er studierte und schloss mit einem Master in Jazz Performance ab. 2025 absolvierte er sein Promotionsstudium an der Universität von KwaZulu-Natal, wo er neben Jazzpiano auch Musiktheorie unterrichtet.
Seit 2016 hat Mashiloane regelmäßig eigene Alben veröffentlicht; mit ihnen hat er sechs Preise gewonnen und wurde für acht weitere nominiert, darunter South African Music Awards, Urban Music und AFRIMA Awards. Er hat mit Künstlern wie Matchume (Mosambik) und Mandla Mlangeni (Südafrika) zusammengearbeitet. Zu seiner Band gehören Musiker wie der Bassist Dalisu Ndlazi, der Perkussionist Tlale Makhene, der Saxophonist Buddy Wells und die Sängerin und Posaunistin Siya Makuzeni; er ist auch in Tansania, den USA und Mosambik aufgetreten.

## Preise und Auszeichnungen
Mashiloanes Debütalbum Amanz' Olwandle wurde 2017 mit zwei Mzantsi Jazz Awards 2017 für das beste Jazzalbum bedacht (Jurypreis und Publikumspreis). Bei den All Africa Music Awards 2018 wurde er in der Kategorie „Best Artist, Duo or Group in African jazz“ mit seinem Titel „Niza“ ausgezeichnet. Sein Album Music from My People wurde für den South African Music Award in der Kategorie „Best Jazz“ nominiert und erhielt den HSS Award des National Institute for Humanities and Social Sciences.

## Diskographische Hinweise
- Amanz' Olwandle (2016)
- Rotha - A Tribute to Mama (2017)
- Closer to Home (2018)
- Amanzi Nemifula: Umkhuleko  (2020)
- iHubo Labomdabu (2021)[6]
- Music from My People (2022)
- Izibongo (2024)